# Metamorphosis (album Hilary Duff)
Metamorphosis – drugi album amerykańskiej piosenkarki, aktorki i modelki Hilary Duff; miał swoją premierę w USA 23 sierpnia 2003, gdzie przed końcem tegoż roku otrzymał status podwójnej platynowej płyty. The Matrix, który pracował z Avril Lavigne i Liz Phair, napisał i wyprodukował trzy piosenki z albumu: „So Yesterday”, „Where Did I Go Right” i „The Math”. Siostra Duff, Haylie, napisała piosenki „Sweet Sixteen” i „Inner Strength”. Na całym świecie sprzedano ponad 5 milionów kopii, co uczyniło album jednym z najlepiej sprzedających się w 2003 r.

## Ocena krytyków
Album został dobrze przyjęty przez krytyków. Stephen Thomas Erlewine przyznał albumowi cztery gwiazdki, po czym inni krytycy stwierdzili, że Metamorphosis był próbą Duff bycia Lavigne. Slant zauważył, że Duff tak, jak Lavigne, znalazła pomoc The Matrixu do produkcji i pisania wielu piosenek, co znacznie pomogło jej w debiucie.
Metamorphosis był nominowany do Juno Awards w 2004 r. za „Międzynarodowy Album Roku”. Krążek przegrał z albumem 50 Cent Get Rich or Die Tryin’. Hilary wygrała nagrodę dla Najlepszego Nowego Artysty podczas Światowych Nagród Muzycznych 2004 i Najlepszej Artystki podczas Kids Choice Awards.

## Osiągnięcia

### Album
W USA album debiutował jako numer 2 na prestiżowej liście Billboard 200 w magazynie Billboard z liczbą 203 tys. sprzedanych kopii w pierwszym tygodniu, nie trafił na szczyt przez krążek Mary J. Blige Love & Life. Album Blige spadł z pozycji lidera w następnym tygodniu, co dało Metamorphosis bycie numer 1 przez tydzień z 32% spadkiem sprzedaży (do 131 tys. kopii). W ciągu trzech miesięcy, płyta została okrzyknięta platynową i podwójną platyną pod koniec roku. Była jedną z ośmiu najlepiej sprzedających się w 2003 r. Płyta uzyskała status potrójnej platyny w 2004 r., a do sierpnia 2005 sprzedano ok. 3,5 mln kopii w samych Stanach.
W Kanadzie album osiągnął szczytowe miejsce w pierwszym tygodniu sprzedaży. Płyta dostała miano platynowej cztery miesiące po wydaniu, za sprzedaż 100 tys. kopii. W marcu 2004 r., krążek otrzymał miano potrójnej platyny, sprzedaż przekroczyła 300 tys. kopii.
W Australii album sprzedał się bardzo dobrze, płyta dostała miano platynowej za sprzedaż 70 tys. kopii; była numerem #74 na wykresach pod koniec roku.
W Azji album został wydany na początku września i dobrze się sprzedał nawet w takich krajach, jak Singapur czy Indonezja. W całości, płyta sprzedała się nakładem 200 tys. kopii i dostała miano platynowej. Duży nakład pierwszej płyty dał Duff tytuł „największej nieazjatyckiej wokalistce”.
W Europie album sprzedał się bardzo dobrze, przewyższył 4 mln., częściowo z powodu popularności dwóch pierwszych singli: „So Yesterday” i Come Clean”. Zadebiutował jako numer #26 we Francji, a tydzień później był już na #22. Utrzymywał się na liście przez 39 tygodni. Sprzedaż była szczególnie duża we Włoszech, Irlandii i w Niderlandach.
W Nowej Zelandii album debiutował na #39 pozycji i podskoczył na #20 w ciągu tygodnia. Pozostawał na listach przez 7 tygodni i pozostał na #20 miejscu.
W Afryce płyta dostała miano złotej za sprzedanych 10 tys. kopii. Połowa z tych sprzedaży pochodzi z Etiopii, gdzie Duff ma bardzo dużą grupę fanów.

### Single
Singel „So Yesterday” został wydany w lipcu jako pierwszy utwór zapowiadający album. Piosenka była międzynarodowym sukcesem, znalazła się na piętnastu międzynarodowych listach. Była numerem jeden na liście Billboard Hot 100 przez dwa kolejne tygodnie, teledysk był często nadawany na MTV, Total Request Live i Much Music. Singel był także wielkim sukcesem w Europie. Znalazł się w dziesiątce najlepszych w Niderlandach, Wielkiej Brytanii, Irlandii i Francji; był w dwudziestce najlepszych w Belgii, w czterdziestce w Szwajcarii. Był numerem 49 na australijskiej liście najlepszych singli, ogłoszonej pod koniec roku.
”Come Clean” był drugim singlem promującym album, został wydany na początku 2004 roku. Nie powtórzył sukcesu „So Yesterday” na światowych listach, ale częste granie w radiach w Stanach zapewniło utworowi 35 miejsce na liście Billboard Hot 100. Teledysk do tej piosenki był bardzo często pokazywany w MuchMusic, a w Total Request Live został numerem jeden. W Europie odniósł umiarkowany sukces, dostał się do pierwszej dziesiątki na duńskiej liście czterdziestu najlepszych (Nederlandse Top 40), dostał się do pierwszej dwudziestki w Nowej Zelandii.
”Little Voice” był trzecim i ostatnim singlem promującym album. Został wydany w maju 2004 r. w Australii, gdzie dostał się do pierwszej czterdziestki.

## Ścieżka
1. „So Yesterday” (Lauren Christy, Scott Spock, Graham Edwards, Charlie Midnight) – 3:35
2. „Come Clean” (Kara DioGuardi, John Shanks) – 3:34
3. „Workin' It Out” (Midnight, C. Pettus, M. Swersky) – 3:16
4. „Little Voice” (DioGuardi, P. Berger) – 3:03
5. „Where Did I Go Right?” (Christy, Spock, Edwards, Midnight) – 3:51
6. „Anywhere but Here” (Jim Marr, Wendy Page, Bennett) – 3:32
7. „The Math” (Christy, Spock, Edwards, Midnight) – 3:19
8. „Love Just Is” (Marr, Page, Midnight) – 4:02
9. „Sweet Sixteen” (Haylie Duff, Toran Caudell) – 3:09
10. „Party Up” (Meredith Brooks, T. Rhodes, A. George)  – 3:51
11. „Metamorphosis” (Hilary Duff, Midnight, Bennett, Andre Recke) – 3:29
12. „Inner Strength” (Haylie Duff) – 1:34

Bonus
- „Why Not” (Midnight, Matthew Gerrard) – 3:01 (wszystkie edycje)
- „Girl Can Rock – 3.05 (edycja w Wielkiej Brytanii)
- „A Day In The Sun – 3.27/Girl Can Rock – 3.05 (edycja japońska)

Japan Deluxe Edition Bonus tracks (wraz z DVD)
- „So Yesterday(Thunderpuss Remix)”
- „Come Clean(Radio Mix)”

## Zestawienia i tabele
| Album                                 | Lista (2003)           | Utrzymanie pozycji |
| ------------------------------------- | ---------------------- | ------------------ |
|                                       | U.S. Billboard 200 USA | 1 (1 tydzień)      |
| Top Canadian Albums Kanada            | 1                      |                    |
| Top Internet Albums internet          | 6                      |                    |
| Top Japan ORICON Albums Japonia       | 9                      |                    |
| Australian ARIA Album Chart Australia | 19                     |                    |
| New Zealand Album Chart Nowa Zelandia | 20                     |                    |
| France Album Chart Francja            | 22                     |                    |

| Kraj                | Status       | Sprzedaż     |
| ------------------- | ------------ | ------------ |
| Stany Zjednoczone   | 3x platynowa | 3,7 milionów |
| Kanada              | 4x platynowa | 400.000      |
| Australia           | Platynowa    | 70.000       |
| Japonia             | Złota        | 160.000      |
| Azja                |              | 200.000      |
| Europa              |              | 200.000      |
| Francja             |              | 88.000       |
| Sprzedaż na świecie | 5x platyna   | 5 milionów   |

## Personel
- Hilary Duff – wokal

## Zespół produkcyjny
- Chico Bennett – producent
- Meredith Brooks – producent
- Rob Chiarelli – miksowanie dźwięku
- Savina Ciaramella – A&R
- Kara DioGuardi – producent
- Martin Häusler – scenografia, projekt
- Jay Landers – szef produkcji
- Stephen Marcussen – tworzenie wzorca płyty
- Dani Markman – A&R
- Jim Marr – producent
- The Matrix – twórca instrumentacji muzycznej, producent, monter, miksowanie dźwięku
- Charlie Midnight – producent
- Keith Munyan Jr. – zdjęcia
- Sheryl Nields – zdjęcia
- Wendy Page – producent
- Andre Recke – szef produkcji
- Jeff Rothschild – monter
- John Shanks – producent
- Joel Soyffer – miksowanie dźwięku
- Steve Sterling – układ graficzny projektu
- Denny Weston – producent